# Henry Thomas Buckle

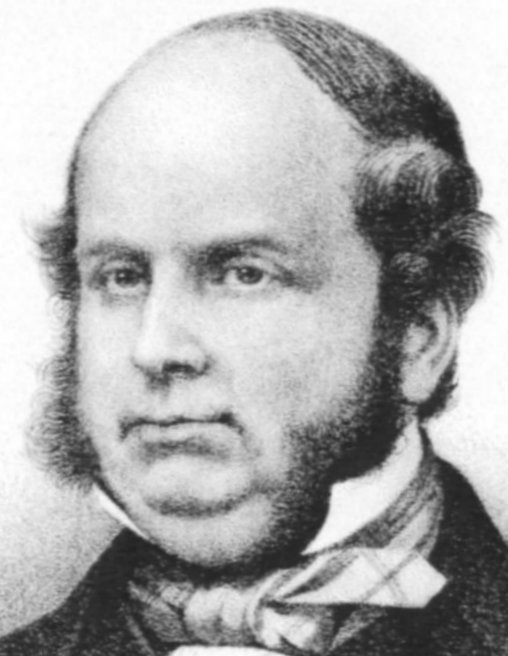
Henry Thomas Buckle

Henry Thomas Buckle (Londen 24 november 1821 - 29 mei 1862) was een Engelse historicus en de schrijver van History of Civilization.
Buckle was de zoon van Thomas Henry Buckle, een rijke koopman en reder uit Londen. Zijn kwetsbare gezondheid belette hem veel formeel onderwijs te volgen. Zijn liefde voor lezen kreeg niettemin veel uitingen. Buckle viel eerst op als schaker. Voor zijn twintigste jaar stond hij bekend als een van de beste ter wereld. Na de dood van zijn vader (januari 1840) ging hij met zijn moeder naar het Europese vasteland. Op dat moment had hij al besloten om al zijn leeswerk en energie te besteden aan de voorbereiding van een aantal grote historische werken. De daaropvolgende zeventien jaar besteedde hij daar volgens de overlevering tien uur per dag aan.

## Geschiedschrijving
Oorspronkelijk wilde Buckle een historische beschrijving van de Middeleeuwen maken, maar in 1851 besloot hij in plaats daarvan de geschiedenis van de beschaving te beschrijven. De volgende zes jaar besteedde Buckle aan het schrijven, veranderen en bijschaven van het eerste deel. Dat verscheen in juni 1857. Het maakte hem een literair en publiek beroemdheid. Op 19 maart 1858 gaf Buckle voor de Royal Institution zijn enige openbare lezing ooit, over zijn artikel Influence of Women on the Progress of Knowledge.
Op 1 april 1859 stierf Buckles moeder. Hij was zo aangeslagen door het verlies, dat hij zijn recensie van John Stuart Mills Essay on Liberty besloot met een argument voor onsterfelijkheid. Het was gebaseerd op het verlangen de genegenheid van de geliefde dode te herwinnen. Het schrijfsel ging over de onmogelijkheid om 's morgens op te staan en te leven als we ervan uitgaan dat de scheiding definitief is. Deze recensie is terug te vinden in onder meer Miscellaneous and Posthumous Works  (1872).
Het tweede deel van Buckles geschiedschrijving kwam uit in mei 1861. Kort daarop verliet hij Engeland om te reizen, omwille van zijn gezondheid. Buckle bracht de winter van 1861-1862 door in Egypte, vanwaar hij door Sinaï en Edom naar Syrië trok. Hij bereikte Jeruzalem op 19 april 1862. Na elf dagen trok Buckle verder richting Europa via Beiroet, maar in Nazareth werd hij overvallen door koorts. Hij overleed later in Damascus.

## History of Civilization in England
Buckles faam berust volledig op zijn History of Civilization in England. Het is een enorme inleiding, waarin het de bedoeling was om eerst de algemene beginselen van de methode van de auteur en de algemene wetten die de loop van de menselijke vooruitgang beheersen, te postuleren. Vervolgens wilde Buckle deze principes en wetten illustreren, aan de hand van de geschiedenis van bepaalde landen die zich kenmerkten door een aantal prominente en bijzondere kenmerken: Spanje, Schotland, de Verenigde Staten en Duitsland. Het eerste deel is onder meer opgenomen in de Thinker's Library.
Buckle wordt herdacht vanwege zijn behandeling van de geschiedenis als een exacte wetenschap. Om die reden zijn veel van zijn ideeën opgenomen in literaire werken voor het brede publiek. Buckles ideeën zijn nauwkeuriger uitgewerkt door latere schrijvers over sociologie en geschiedenis, vanwege zijn zorgvuldige wetenschappelijke analyses.
- Bibsys: 90164288
- Biblioteca Nacional de España: XX1206469
- Bibliothèque nationale de France: cb16248408z (data)
- Catàleg d'autoritats de noms i títols de Catalunya: 981058617695506706
- CiNii: DA02583340
- Gemeinsame Normdatei: 119229218
- International Standard Name Identifier: 0000 0001 0854 9872
- Library of Congress Control Number: n85009447
- Nationale Bibliotheek van Letland: 000030917
- Bibliotheek van het Japanse parlement: 00651671
- Nationale Bibliotheek van Tsjechië: jn20000700252
- Nationale bibliotheek van Australië: 35023392
- Nationale Bibliotheek van Israël: 987007259388005171
- Nationale en Universitaire bibliotheek Zagreb: 000159486
- Nederlandse Thesaurus van Auteursnamen: 071905758
- Réseau des bibliothèques de Suisse occidentale: 02-A003054534
- Istituto Centrale per il Catalogo Unico: SBLV203620
- LIBRIS: 242630
- SNAC: w69g5s53
- Système universitaire de documentation: 084808608
- Trove: 797351
- Virtual International Authority File: 8193250
- WorldCat: E39PBJgHdXxtRkgvbywVV4Fh73